# ميمند (نير)
ميمند هي قرية في مقاطعة نير، إيران. يقدر عدد سكانها بـ 176 نسمة بحسب إحصاء 2016.